# Communauté de communes du Pays Neufchâtelois
La communauté de communes du Canton du Pays Neufchâtelois (CCPN) est une ancienne communauté de communes française, située dans le département de la Seine-Maritime et la région Normandie.
Elle a en effet fusionné le 1er janvier 2017 avec sa voisine pour former la communauté Bray-Eawy.

## Historique
La communauté de communes est créée par arrêté préfectoral du 19 décembre 1997, par transformation de l'ancien SIVOM de Neufchâtel, constitué le 26 octobre 1977. Elle fonctionne depuis le 1er janvier 1998 et était alors la seconde communauté de communes créée dans le département.
Dans le cadre de l'approfondissement de la coopération intercommunale prévu par la Loi portant nouvelle organisation territoriale de la République (Loi NOTRe) du 7 août 2015, le projet de schéma départemental de coopération intercommunale présenté par le préfet de Seine-Maritime le 2 octobre 2015 prévoit la fusion des « communautés de communes du pays neufchâtelois (12 362 habitants), de Saint-Saëns – Porte de Bray (8 927 habitants), de Londinière excepté 1 commune (5 251 habitants) et de 11 communes de la communauté de communes du Bosc d'Eawy (5 228 habitants) ».
Conformément au SDCI définitif adopté en octobre 2016, la communauté de communes fusionne finalement avec la communauté de communes de Saint-Saëns-Porte de Bray et huit communes issues de la communauté de communes du Bosc d'Eawy pour former au 1er janvier 2017 la communauté Bray-Eawy.

## Territoire communautaire

### Géographie
La communauté de communes était constituée d'un territoire rural d'environ 233 km2 correspondant à celui de l'ancien canton de Neufchâtel-en-Bray.

### Composition
La communauté de communes regroupait en 2016 les 23 communes suivantes  du département de la Seine-Maritime :
| Nom                        | Code Insee | Gentilé         | Superficie (km2) | Population (dernière pop. légale) | Densité (hab./km2) |
| -------------------------- | ---------- | --------------- | ---------------- | --------------------------------- | ------------------ |
| Neufchâtel-en-Bray (siège) | 76462      | Neufchâtelois   | 11,03            | 4 761 (2014)                      | 432                |
| Auvilliers                 | 76042      | Auvillierais    | 4,89             | 119 (2014)                        | 24                 |
| Bouelles                   | 76130      | Bouellais       | 7,99             | 278 (2014)                        | 35                 |
| Bully                      | 76147      |                 | 19,64            | 891 (2014)                        | 45                 |
| Callengeville              | 76122      | Callengevillais | 17,13            | 524 (2014)                        | 31                 |
| Esclavelles                | 76244      | Esclavellais    | 9,76             | 376 (2014)                        | 39                 |
| Fesques                    | 76262      | Fesquois        | 8,80             | 128 (2014)                        | 15                 |
| Flamets-Frétils            | 76265      | Flamiens        | 12,39            | 172 (2014)                        | 14                 |
| Fresles                    | 76283      | Freslois        | 10,96            | 239 (2014)                        | 22                 |
| Graval                     | 76323      | Gravalois       | 3,95             | 162 (2014)                        | 41                 |
| Lucy                       | 76399      |                 | 9,59             | 174 (2014)                        | 18                 |
| Massy                      | 76415      |                 | 11,24            | 353 (2014)                        | 31                 |
| Ménonval                   | 76424      | Ménonvalais     | 5,32             | 208 (2014)                        | 39                 |
| Mesnières-en-Bray          | 76427      | Mesniérois      | 15,06            | 1 029 (2014)                      | 68                 |
| Mortemer                   | 76454      |                 | 8,94             | 86 (2014)                         | 9,6                |
| Nesle-Hodeng               | 76459      |                 | 15,72            | 349 (2014)                        | 22                 |
| Neuville-Ferrières         | 76465      | Neuvillais      | 13,02            | 591 (2014)                        | 45                 |
| Quièvrecourt               | 76516      | Quièvrecourtais | 4,02             | 456 (2014)                        | 113                |
| Saint-Germain-sur-Eaulne   | 76584      | Germinois       | 8,79             | 185 (2014)                        | 21                 |
| Saint-Martin-l'Hortier     | 76620      | Saint-Martinais | 5,79             | 273 (2014)                        | 47                 |
| Saint-Saire                | 76649      | Saint-Salviens  | 13,32            | 649 (2014)                        | 49                 |
| Sainte-Beuve-en-Rivière    | 76567      | Sainte-Beuvois  | 11,57            | 179 (2014)                        | 15                 |
| Vatierville                | 76724      | Vatiervillais   | 4,52             | 124 (2014)                        | 27                 |

## Organisation

### Siège
Le siège de l'intercommunalité était en mairie de Neufchâtel-en-Bray, Rue du baron d'Haussez.

### Élus
La Communauté de communes était administrée par son Conseil communautaire, composé pour la mandature 2014-2016 de 50 conseillers communautaires, qui sont des conseillers municipaux  représentant chaque commune membre.
Le conseil communautaire du 16 avril 2014 a réélu son président, Dany Minel, Maire de Mesnières-en-Bray, et désigné ses vice-présidents, qui étaient : 
- Xavier Lefrançois, délégué à l'économie, l'emploi, l'urbanisme et le SCOT ;
- Laurence Desrumeaux, déléguée à l'enseignement et au transports ;
- Guy Luca, délégué aux déchets ;
- Gérard Thulliez, délégué à la qualité de la vie et à la communication ;
- Willy Lamule, délégué au tourisme (démissionnaire en mars 2016[5],[6]) ;
- Gérard Gromard, délégué à la culture ;
- Daniel Van Hulle, délégué aux affaires générales ;
- Didier Duclos, délégué au patrimoine[7].

Avec Jean-Yves Anselin, Manuel Beauval, Daniel Bénard et Philippe Peltier, ils constituaient le bureau de l'intercommunalité pour la mandature 2014-2016.

### Liste des présidents
| Période | Période       | Identité   | Étiquette | Qualité |
| ------- | ------------- | ---------- | --------- | --- |
| 1998    | décembre 2016 | Dany Minel |           | Enseignant Maire de Mesnières-en-Bray (1989 → ) Conseiller général de Neufchâtel-en-Bray (1992 → 2015) Réélu pour le mandat 2014-2020, |

### Compétences
L'intercommunalité exerçait les compétences qui lui avaient été transférées par les communes membres, dans le cadre des dispositions du code général des collectivités territoriales.

### Régime fiscal et budget
La communauté de communes était un établissement public de coopération intercommunale à fiscalité propre.
Afin de financer l'exercice de ses compétences, la communauté de communes percevait une fiscalité additionnelle aux impôts locaux des communes, avec fiscalité professionnelle de zone (FPZ ) et sans fiscalité professionnelle sur les éoliennes (FPE).
Elle collectait également la taxe d'enlèvement des ordures ménagères (TEOM), qui finance ce service public.
Les taux de cette fiscalité additionnelle étaient, en 2015, de : 
- Taxe d'habitation : 1,86 %
- Taxe foncière sur les propriétés bâties : 1,43 %
- Taxe foncière sur les propriétés non bâties : 3,31 %
- Cotisation foncière des entreprises : 1,49 %
- Taxe d'enlèvement des ordures ménagères : 13,69 % ou 11,16 %[13].

Le budget primitif de l'intercommunalité s'élevait à 4,540 M€ en fonctionnement et 1,294 million d'euros en investissement pour l'exercice 2014.